# Sengania ruhmekorfi
Sengania ruhmekorfi är en fjärilsart som beskrevs av Hans Georg Amsel 1951. Sengania ruhmekorfi ingår i släktet Sengania och familjen mott. Inga underarter finns listade i Catalogue of Life.